# Parc national Campos del Tuyú
Le parc national Campos del Tuyú (espagnol : Parque Nacional Campos del Tuyú) est un parc national d'Argentine situé dans la province de Buenos Aires. Le parc a pour mission de protéger l'une des rares populations de cerf des pampas ainsi qu'une petite partie de la pampa côtière. Il fait partie du site Ramsar de la baie de Samborombón.
Le parc a été créé le 13 mai 2009 lors d'un transfert de terres de la Fundación Vida Silvestre Argentina, la branche nationale du World Wildlife Fund à l'État argentin. Il possède une superficie de 30,4 km2.